# Adriana Lima
Adriana Lima (n. 12 iunie 1981, Salvador, Bahia, Brazilia) este un supermodel brazilian, care și-a creat un nume profesional lucrând ca model pentru compania de lenjerie Victoria’s Secret.